# Прадлевес
Прадлѐвес (на италиански и на окситански: Pradleves; на пиемонтски: Pradleve, Прадлеве) е село и община в Северна Италия, провинция Кунео, регион Пиемонт. Разположено е на 822 m надморска височина. Населението на общината е 276 души (към 2010 г.).